# أدميتوس ملك فريا

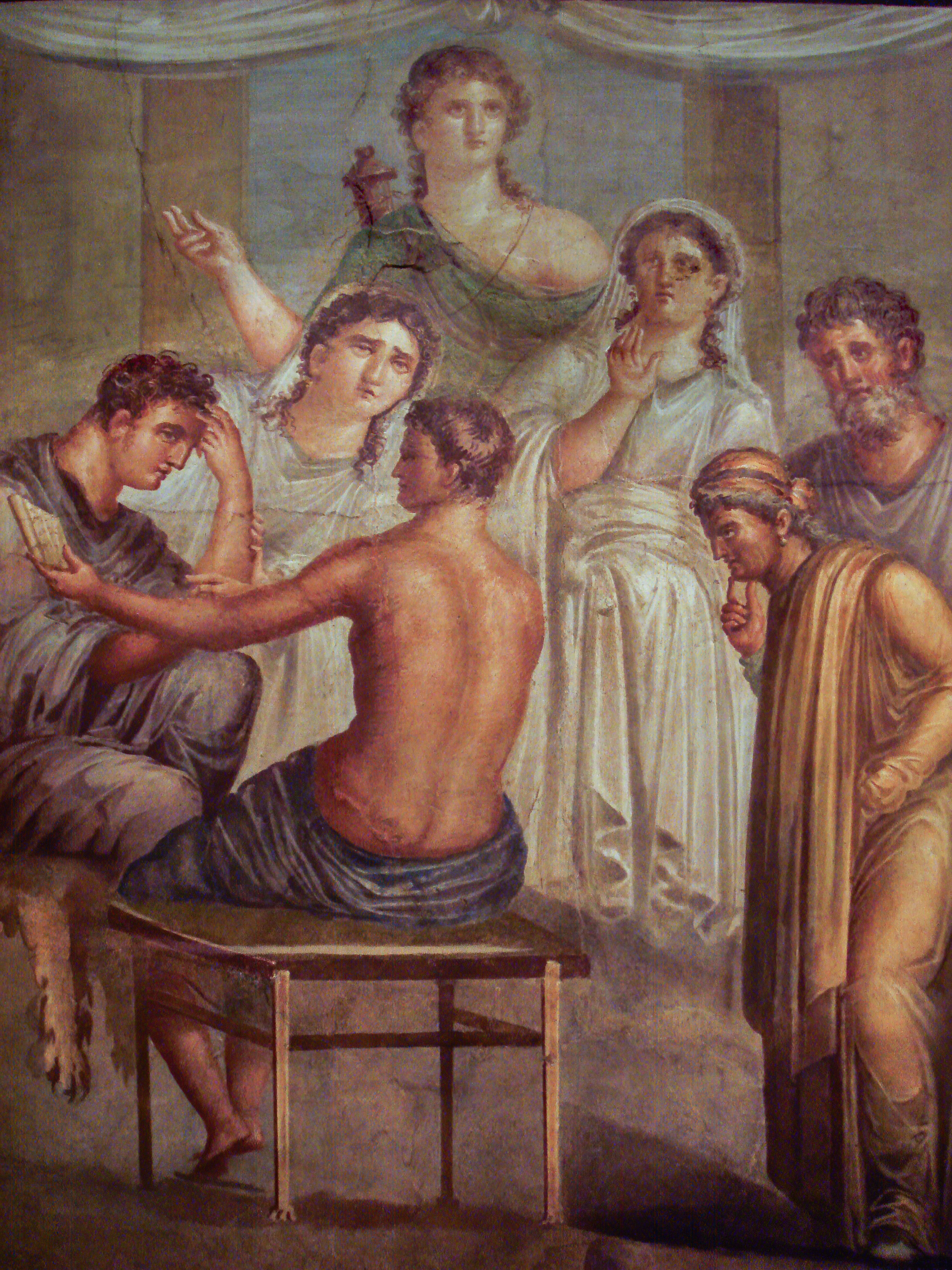
ألسيست وأدميتوس، لوحة جدارية رومانية قديمة (45-79 م) لستيفانو بولونيني من بيت الشعر التراجيدي، بومبي، إيطاليا

أدميتوس (بالإنجليزية: Admetus)‏، في الميثولوجيا الإغريقية، هو ملك فريا في تساليا. وهو ابن الملك فيريس ملك فريا. ووالدته إما بيريكليمين أو كليمين. وكان واحدًا من بحاري الأرجو، وشارك في مطاردة الخنازير كاليدونيان، والتي هي واحدة من المغامرات البطولية العظمى في الأسطورة اليونانية. وهو الذي أخبرته النبوءة أنه سيموت ما لم يجد من يفتديه بالموت عنه. فقدمت زوجته ألسيست نفسها بدلاً منه، لكن هرقل أعادها بعد موتها من هاديس، وقدمها لزوجها.

## الميثولوجيا
يُروى أنَّه عندما قرر آلهة الأولمب معاقبة أبوللو جزاءً على ما اقترفه من أخطاء، تقرر أن يخدم عند الملك أدميتوس لمدة تسعة سنوات. ولأنَّ الملك عامل أبوللو معاملة حسنة، إذ كان يكرم الضيف ويحسن إليه، فقد جعل غيره يحل محله ساعة الوفاة. وعندما أحبَّ الملك ألسيست [الإنجليزية]، أقدم على خطبتها، فاشترط والدها الملك بيلياس لكي يوافق؛ أن يأتي لخطبتها على عربة تجرها الأسود والدببة. وقد نجح أدميتوس في ذلك بعد أن ساعده أبوللو.
وتزوجا، وبعد أن عاشا معًا، حانت ساعة الاحتضار فاختارت زوجته أن تكون بدلا عنه. ولكنَّ هرقل حضر في الوقت المناسب، وصارع رسول الموت، وأجَّل وفاة أدميتوس، فعادت الزوجة إلى زوجها. وقد استغل يوربيدس هذا الموضوع في مسرحيته ألسيست [الإنجليزية].

## معرض صور

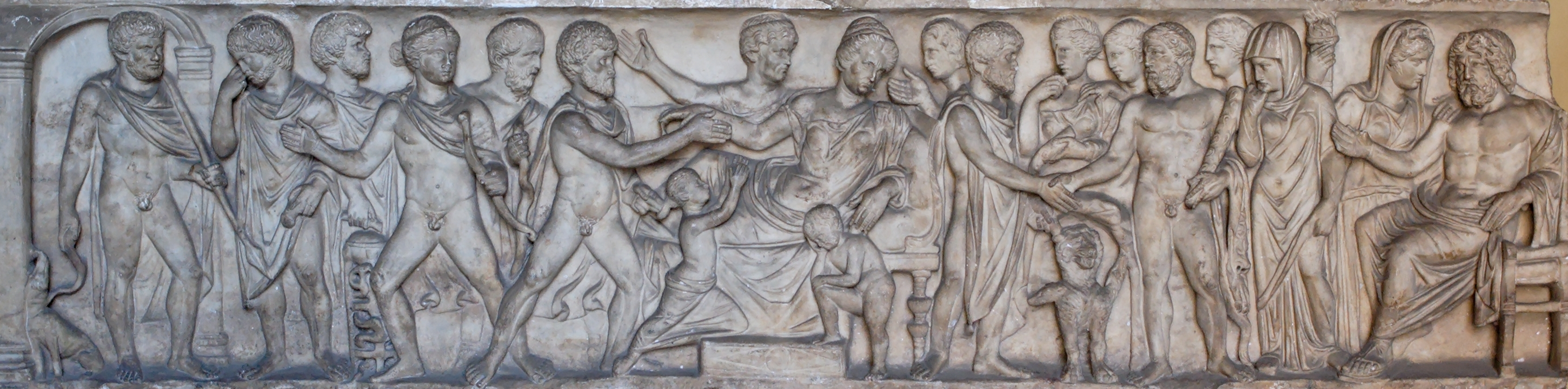
مشاهد من أسطورة أدميتوس وألسيست. رخام، تابوت جيم جونيوس يوهودوس وميتيليا أكتي ، 161-170 م.
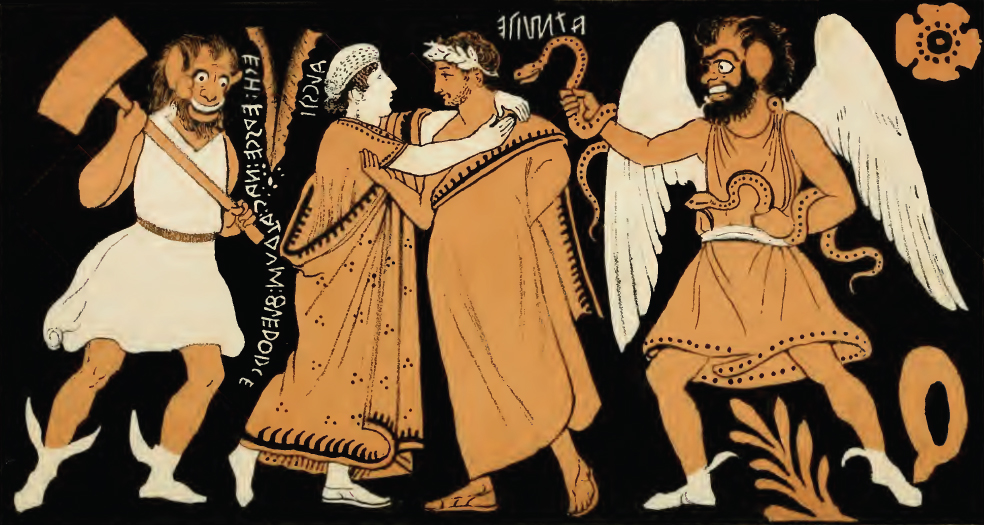
وداع أدميتوس وألسيست لجورج دينيس (1848)
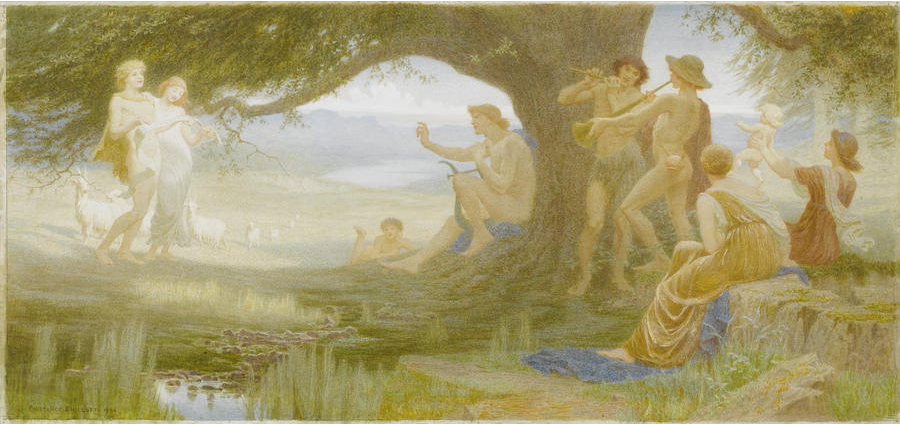
رعاة أدميتوس من قبل كونستانس فيلوت (حوالي عام 1890)
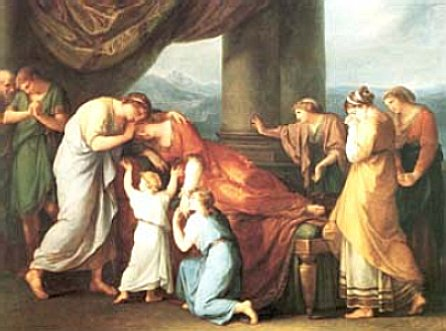
موت ألسيست لأنجليكا كوفمان.
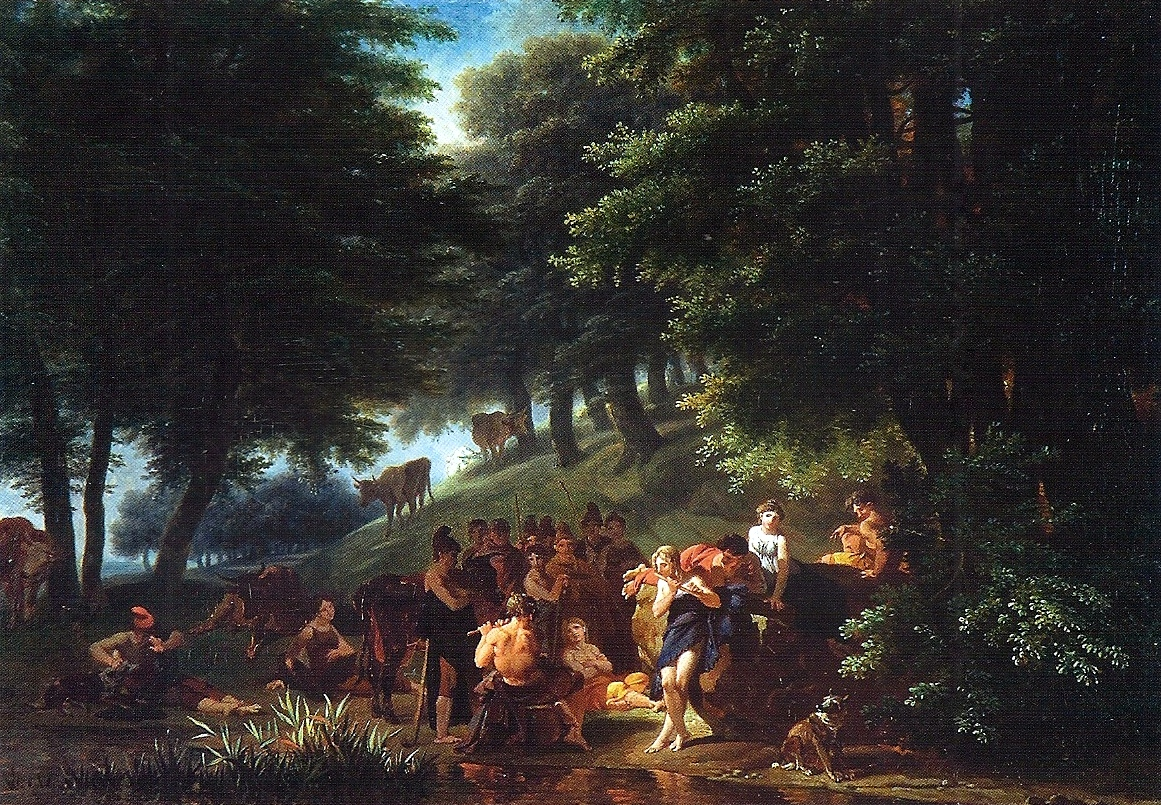
أبولو يزور أدميتوس من قبل نيكولاس أنطوان توناي (القرن 19)
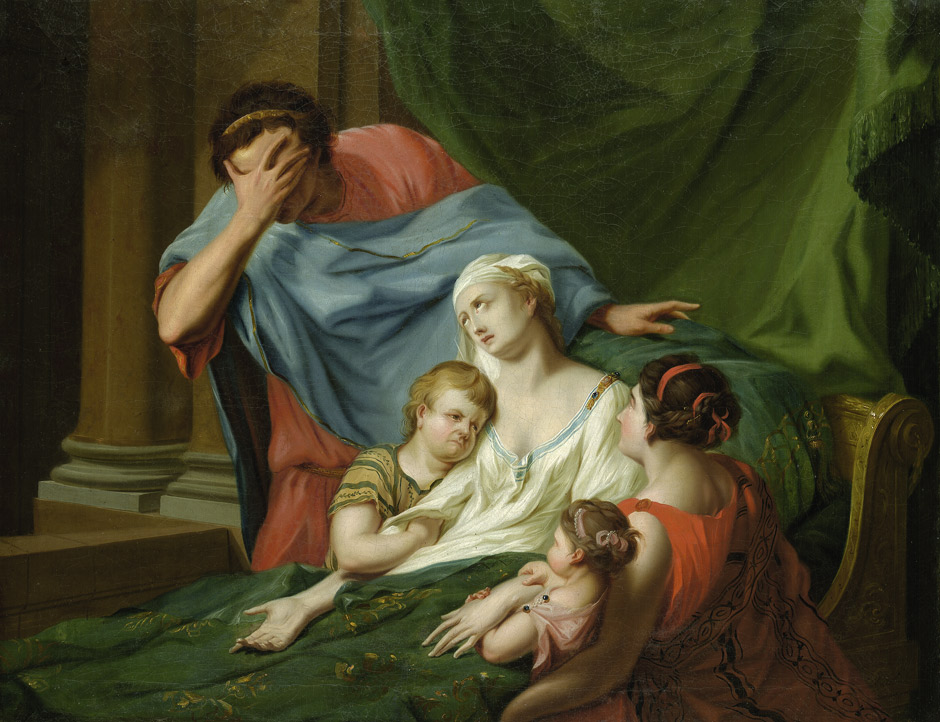
أدميتوس ينعي ألكيستي ليوهان هاينريش تيشبين (حوالي 1780)
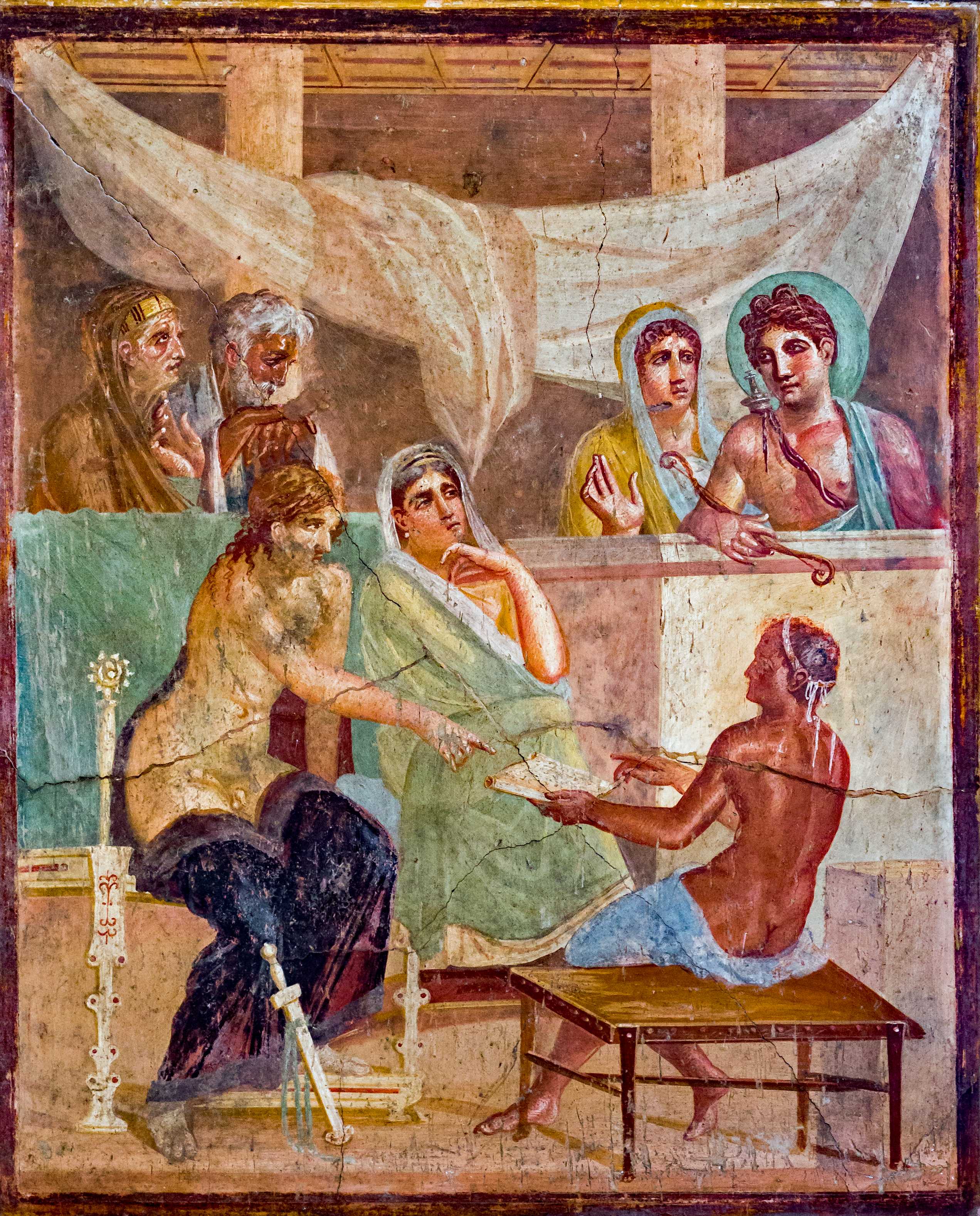
ألسيست وأدميتوس، لوحة جدارية رومانية قديمة (45-79 م) من بيت الشاعر التراجيدي، بومبي، إيطاليا